# Concessione ferroviaria
Per concessione ferroviaria si intende una concessione costitutiva con la quale un'impresa privata, un ente morale, un'amministrazione pubblica locale o un consorzio ottiene da uno Stato il diritto di assumere la costruzione e l'esercizio di una linea ferroviaria, mantenendone la proprietà per un certo numero di anni e gestendola secondo le proprie finalità. Il concetto si estende anche ad altre tipologie di trasporto pubblico su rotaia, come le tranvie, su fune (funivia e funicolare) e su gomma (autobus e filobus).

## L'istituto della concessione nelle ferrovie dell'Italia
L'istituto della concessione ebbe un forte impulso in Italia in seguito all'emanazione della Legge 2005 del 25 luglio 1879, detta comunemente  Legge Baccarini con la quale vennero definite le modalità e le percentuali di partecipazione statale nel reperimento dei fondi necessari alla costruzione da parte dei concessionari. 
In molti casi le concessioni vennero date a società costituite da investitori stranieri. Con il Regio Decreto 1447 del 1912 venne riconfermata la concessione ferroviaria in ordine alla necessità di realizzazione o di completamento della cosiddetta rete complementare come nel caso della rete delle Ferrovie Calabro Lucane da parte della concessionaria società Mediterranea Calabro Lucane. Lo stesso decreto introdusse e regolamentò l'istituto della Gestione commissariale governativa da attuare in tutti i casi di insolvenza economica o di deficienza infrastrutturale di una ferrovia in concessione. Le concessioni vennero rilasciate in certi casi per singola linea in altri per gruppi eterogenei di ferrovie a scartamento e dislocazione differenti come nel caso della Società Veneta o della Ferrovia Sangritana.
A seguito del recepimento della normativa comunitaria (Direttiva n. 400 CE del 1991), con lo stesso significato si venne a intendere una concessione traslativa con la quale il Governo, in Italia per mano del Ministero dei Trasporti o un altro ente pubblico, riconosceva ad una società, pubblica o privata, l'esercizio di una linea o di un servizio ferroviario. 
Non è da definirsi concessione, invece, la posizione giuridica della società esercente qualora l'ente pubblico abbia assegnato l'esercizio della linea o del servizio ferroviario tramite una procedura concorsuale necessaria alla stipula di un contratto di servizio.
A partire dal 1º gennaio 2001, in attuazione del decreto legge 422 del 1997, le competenze relative al trasporto locale vennero delegate alle singole Regioni decretando di fatto la fine dell'istituto della concessione e l'estensione della formula del contratto di servizio. Ciò comportò una fase transitoria triennale di risanamento gestionale delle ferrovie concesse rimaste affidato alle Ferrovie dello Stato. 
Il decreto legge 188 del 2003 accelerò, in attuazione delle direttive di liberalizzazione del trasporto ferroviario, il passaggio delle ex-concesse alle Regioni o Provincie a cui fu demandato il compito di istituire aziende o società di gestione pubbliche o partecipate. 
In Italia, soprattutto nel periodo preunitario, sono state adoperate diverse terminologie per definire tale posizione giuridica:
- Privilegio, negli stati vicini politicamente all'Impero austriaco (poi austro-ungarico);
- Autorizzazione;
- Convenzione;
- Gestione statale;
- Gestione mista.